# Conseil supérieur de la France d'outre-mer
Le Conseil supérieur de la France d’outre-mer devient, en décembre 1935, la nouvelle dénomination du Conseil supérieur des colonies.

## Le Conseil supérieur des Colonies

### Création
Le Conseil supérieur des colonies fut créé, sur la proposition du ministre de la Marine et des Colonies, le vice-amiral Alexandre Peyron, par un décret du président de la République, Jules Grévy, en date du 19 octobre 1883. Il perdure jusqu'en décembre 1935.

### Composition
Il est composé ;
- des sénateurs et députés des colonies ;
- de délégués élus dans les colonies ;
- de membres nommés ;
- d’administrateurs.

La composition du Conseil supérieur des colonies fut modifiée par les décrets du 2 avril 1891, du 17 octobre 1896, du 28 mai 1905 et du 17 février 1920.
Le décret du 17 février 1920 ajouta un délégué commun aux deux colonies du Haut-Sénégal et Niger et de la Haute-Volta.

### Attributions
Le Conseil supérieur des Colonies avait pour mission de donner son avis sur les projets de loi ou de décret et sur les questions coloniales que le ministre soumettait à son examen.

### Organisation

#### Organisation initiale
Le travail du "Conseil supérieur des colonies" était réparti entre quatre sections 
1. Législation civile et pénale, instruction publique et cultes.
2. Finances, commerce et industries.
3. Colonisation libre et pénale, immigration.
4. Travaux publics, transports, postes et télégraphes

#### Organisation territoriale
Le décret du 29 mai 1890 substitua quatre sections dites géographiques aux quatre sections précités.
Puis, par décret du 19 septembre 1896, le Conseil supérieur des Colonies a été doté d’une commission permanente, chargée des questions économiques. 

#### Organisation en corps
Le décret du 28 septembre 1920 réorganisa le conseil supérieur des Colonies en le divisant en trois corps consultatifs : 
- le Haut Conseil,
- le Conseil économique,
- le Conseil de législation.

Il se réunissait en assemblée plénière deux fois par an. 
Le 26 décembre 1935, par décret du ministre des colonies Louis Rollin, le Conseil supérieur des colonies devient Conseil supérieur de la France d’outre-mer, à la suite des discussions issues de la « conférence impériale » de 1934-35 et dans le contexte de l'affirmation d'une conscience impériale, proclamée par les milieux coloniaux, et d'une unité entre les différents territoires de l'empire colonial français. 

## Conseil supérieur de la France d’outre-mer
Le Conseil supérieur de la France d’outre-mer survécut effectivement de 1936 à 1940. Il comprend des représentants élus des colonies, des membres de droit et des membres désignés pour leur compétence particulière par le ministre.
Il comprend:
- un Haut conseil
- un conseil économique, divisé en 8 sections.
- un conseil de législation (ces 3 conseils délibèrent séparément mais le Conseil peut se réunir en assemblée plénière)[3].

Sur les cent membres prévus (en dehors des membres de droit) ne figurent que 10 "personnalités indigènes" (article 10, § 4), et elles sont désignées après avis des gouverneurs et résidents des colonies.
Les améliorations apportées par les différents ministres des colonies, Louis Rollin, Marius Moutet (décret du 19 juin 1937) - constitution d'un bureau permanent, dialogue entre les représentants des colonies et ceux de l'Afrique du Nord (protectorats du Maroc et de la Tunisie, mais pas l'Algérie) - n'ont pas convaincu le milieu des coloniaux pour qui cet organe demeure un organisme consultatif, sans autorité, et qui s'agacent du poids de l'administration, comme le montre le discours de son président, le sénateur des Ardennes Lucien Hubert lors de la séance inaugurale  de 1937 .